# Brzostowa

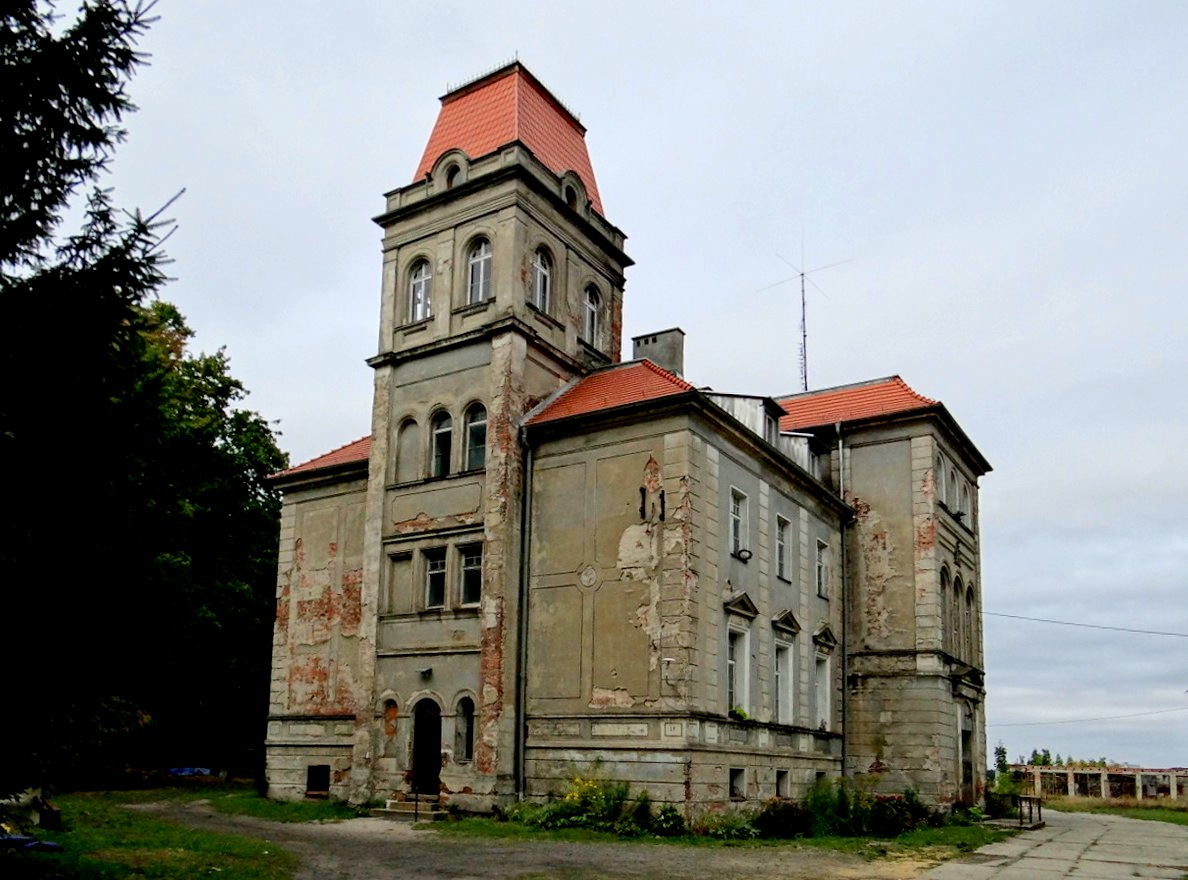
Neorenesansowy pałac

Brzostowa (niem. Brestau) – wieś w Polsce, w województwie lubuskim, w powiecie żarskim, w gminie Lipinki Łużyckie.
W latach 1975–1998 miejscowość należała administracyjnie do województwa zielonogórskiego.
W pobliżu Brzostowej są źródła rzeki Tymnica.

## Nazwa
12 lutego 1948 r. ustalono urzędową polską nazwę miejscowości – Brzostowa, określając drugi przypadek jako Brzostowej, a przymiotnik – brzostowski.

## Zabytki
Do wojewódzkiego rejestru zabytków wpisany jest:
- zespół pałacowy: 
  - pałac, neorenesansowy z lat 1860-70
  - park, z połowy XIX wieku

inne zabytki:
- kościół pw. św. Franciszka, neogotycki z XIX wieku.